# Naissance en 864
Naissance
- 860
- 861
- 862
- 863
- 864
- 865
- 866
- 867
- 868

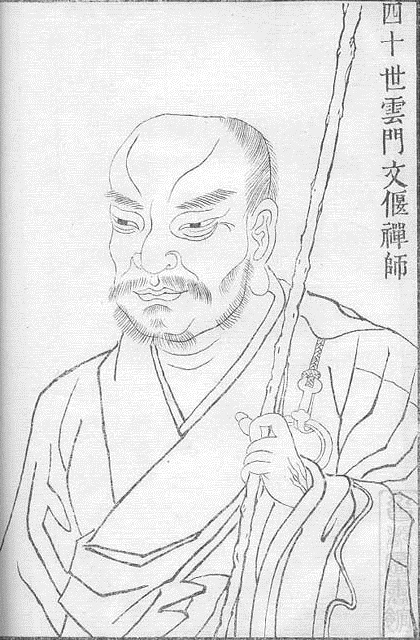
Yunmen Wenyan né en 864.

Cette page dresse une liste de personnalités nées au cours de  l'année 864 :
- Gu Quanwu (en), général et ministre de la dynastie Tang.
- Khumarawaih, gouverneur d’Égypte.
- Kolayni, théologien perse et compilateur de Hadith.
- Yunmen Wenyan, moine chinois de l'école bouddhiste Chan, fondateur de l'école Yunmen, l'une des cinq grandes écoles du Chan, le zen chinois.

## Crédit d'auteurs
- Cet article est partiellement ou en totalité issu de l'article intitulé « 864 » (voir la liste des auteurs).